# Генцков
Генцков (нім. Genzkow) — громада в Німеччині, розташована в землі Мекленбург-Передня Померанія. Входить до складу району Мекленбургіше-Зенплатте. Складова частина об'єднання громад Фрідланд.
Площа — 9,08 км2. Населення становить Невірний параметр metadata 13 071 038 ос. (станом на 31 грудня 2020).